# Эйнсуорт, Бенджамин Эван
Бенджамин Эван Эйнсворт (род. 25 сентября 2008, Ноттингем, Восточный Мидленд) — английский актёр. Известен по роли Майлза в сериале Netflix «Призраки поместья Блай» (2020), Уильяма в диснеевском фильме «Флора и Улисс» (2021), озвучиванию Пиноккио в одноимённом ремейке диснеевского мультфильма (2022) и Марка Крича в сериале CBC «Сын Крича». Также сыграет Линка в предстоящей экранизации «Легенды о Зельде».

## Биография
Бенджамин Эван Эйнсворт родился и вырос в деревне Лунд, посещал театральную школу Northern Lights Drama Theatre School в городе Халл. Его младшая сестра Эрин также стала актрисой.
В возрасте десяти лет Бенджамин дебютировал на телевидении в сериале канала ITV — мыльной опере «Эммердейл», премьера которой состоялась в 2018 году. В том же году он выступил в мюзикле Priscilla, Queen of the Desert на борту круизного лайнера Norwegian Epic.
Через два года, в 2020-м, Эйнсворт получил свою первую значимую роль — исполнил персонажа Майлза в популярном мистическом сериале Netflix «Призраки поместья Блай». Затем последовала работа над фильмом Disney «Флора и Улисс», вышедшим на платформе Disney+ в 2021 году. В следующем году он озвучил главную роль в диснеевском фильме «Пиноккио».
Эйнсворт исполняет одну из главных ролей в канадском комедийном сериале «Сын Критча», за которую в 2022 году был номинирован на премию Canadian Screen Award («Лучшее исполнение главной роли в комедии»).
В 2025 году вышел фильм «Всё будет прекрасно», в котором он сыграл одну из ведущих ролей. Вскоре было объявлено, что Бенджамин исполнит роль Линка в предстоящей экранизации популярной игровой серии The Legend of Zelda.

## Фильмография
| Год  | Русское название | Оригинальное название          | Роль               | Прим.  |
| ---- | ---------------- | ------------------------------ | ------------------ | ------ |
| 2020 |                  | The Recycling Man              | Джейкоб            | [ 12 ] |
| 2021 |                  | Flora & Ulysses                | Уильям             |        |
| 2022 | Пиноккио         | Pinocchio                      | Пиноккио (озвучка) |        |
| 2023 |                  | All Fun and Games              | Джона Флетчер      | [ 13 ] |
| 2025 |                  | Everything's Going to Be Great | Лестер             |        |